# Phạm Minh Thắng
Phạm Minh Thắng (13 tháng 3 năm 1960 – 3 tháng 10 năm 2015) là một sĩ quan cấp cao của Quân đội nhân dân Việt Nam, hàm Thiếu tướng, nguyên phó Tư lệnh Quân khu 9. Ông sinh ra tại xã Hưng Mỹ, huyện Cái Nước, tỉnh Cà Mau. Năm 2015, ông bị tai nạn giao thông và qua đời tại Bệnh viện 121 khi đang tại chức Phó Tư lệnh Quân khu 9.